# 橋本郵便局 (和歌山県)
橋本郵便局（はしもとゆうびんきょく）は、和歌山県橋本市にある郵便局。民営化前の分類では集配普通郵便局であった。

## 概要
住所：〒648-8799 和歌山県橋本市市脇5-4-22

## 沿革
- 1872年3月18日（明治5年2月10日） - 橋本郵便取扱所として開設[1]。
- 1875年（明治8年）1月1日 - 橋本郵便局（五等）となる。
- 1882年（明治15年） - 為替・貯金取扱を開始。
- 1894年（明治27年）3月25日 - 橋本郵便電信局となる。
- 1903年（明治36年）4月1日 - 通信官署官制の施行に伴い橋本郵便局となる。
- 1955年（昭和30年）2月1日 - 電気通信業務の取扱を橋本電報電話局に移管[2]。
- 1958年（昭和33年）8月4日 - 橋本市橋本から同市東家に移転。
- 1960年（昭和35年）3月10日 - 紀見郵便局[3]から集配業務を移管。
- 1960年（昭和35年）10月16日 - 特定郵便局から普通郵便局に局種別改定。
- 1978年（昭和53年）7月17日 - 橋本市東家四丁目から、同市市脇五丁目に局舎を新築、移転。
- 1991年（平成3年）10月14日 - 隅田郵便局(649-73)から集配業務を移管。
- 1999年（平成11年） - 外国通貨の両替および旅行小切手の売買に関する業務取扱を開始
- 2007年（平成19年）3月5日 - 九度山郵便局、高野口郵便局からそれぞれ「648-01xx」「649-72xx」区域の集配業務を移管[4]。
- 2007年（平成19年）10月1日 - 民営化に伴い、併設された郵便事業橋本支店に一部業務を移管。
- 2012年（平成24年）10月1日 - 日本郵便株式会社発足に伴い、郵便事業橋本支店を橋本郵便局に統合。
- 2018年（平成30年）10月1日 - 「648-01xx」区域（伊都郡九度山町全域、ならびに伊都郡高野町（西郷(にしごう)の一部））の集配業務を九度山郵便局に再移管。

## 取扱内容
- 郵便、印紙、ゆうパック、内容証明
- 貯金、為替、振替、振込、国際送金、国債、投資信託
- 生命保険、バイク自賠責保険、自動車保険、がん保険、引受条件緩和型医療保険
- ゆうちょ銀行ATM
- 「648-00xx」「649-72xx」区域（橋本市全域）の集配業務
- ゆうゆう窓口

## 風景印
- 図案は妙楽寺山門と高野連峰。局名表示は「和歌山橋本」
- 使用開始日は1973年（昭和48年）9月1日

## 周辺
- 橋本市役所
- 和歌山県伊都振興局
- 橋本警察署
- 橋本市消防本部
- Aコープ橋本店
- マツゲン橋本店
- 橋本市立橋本小学校
- 橋本市立橋本中学校
- 紀ノ川

## アクセス
- JR和歌山線、南海高野線 橋本駅から徒歩約20分もしくは南海高野線 紀伊清水駅から徒歩約13分
- 和歌山バス那賀 市脇停留所、もしくは南海りんかんバス 車庫前停留所下車
- 京奈和自動車道（橋本道路） 橋本ICから南へ約1.5km
- 国道371号沿い
- 駐車場あり：21台